# Rio Bucmer
O Rio Bucmer é um rio da Romênia afluente do Rio Barcău, localizado no distrito de Sălaj,

Bihor.